# 194837 Paolomasetti
194837 Paolomasetti este o planetă minoră (asteroid) din centura de asteroizi. A fost descoperită pe 4 ianuarie 2002 la osservatorio astronomico della Montagna Pistoiese⁠(d) de Maura Tombelli⁠(d). 
Obiectul prezintă o orbită caracterizată de o semiaxă mare de 2,2685646867609 UAi, o excentricitate de 0,17834546257916, o înclinație de 5,5132956520324 ° în raport cu ecliptica.